# Otakar Španiel
Otakar Španiel (Jaroměř, 13 giugno 1881 – Praga, 15 febbraio 1955) è stato uno scultore, intagliatore e medaglista ceco.
Tra le su opere:
- la Medaglia interalleata della Cecoslovacchia;
- varie monete della Repubblica Cecoslovacca, dopo la prima guerra mondiale;
- statua di Tomáš Masaryk a Praga[1];
- parte della decorazione della facciata occidentale della Cattedrale di San Vito a Praga.